# داکوتای جنوبی

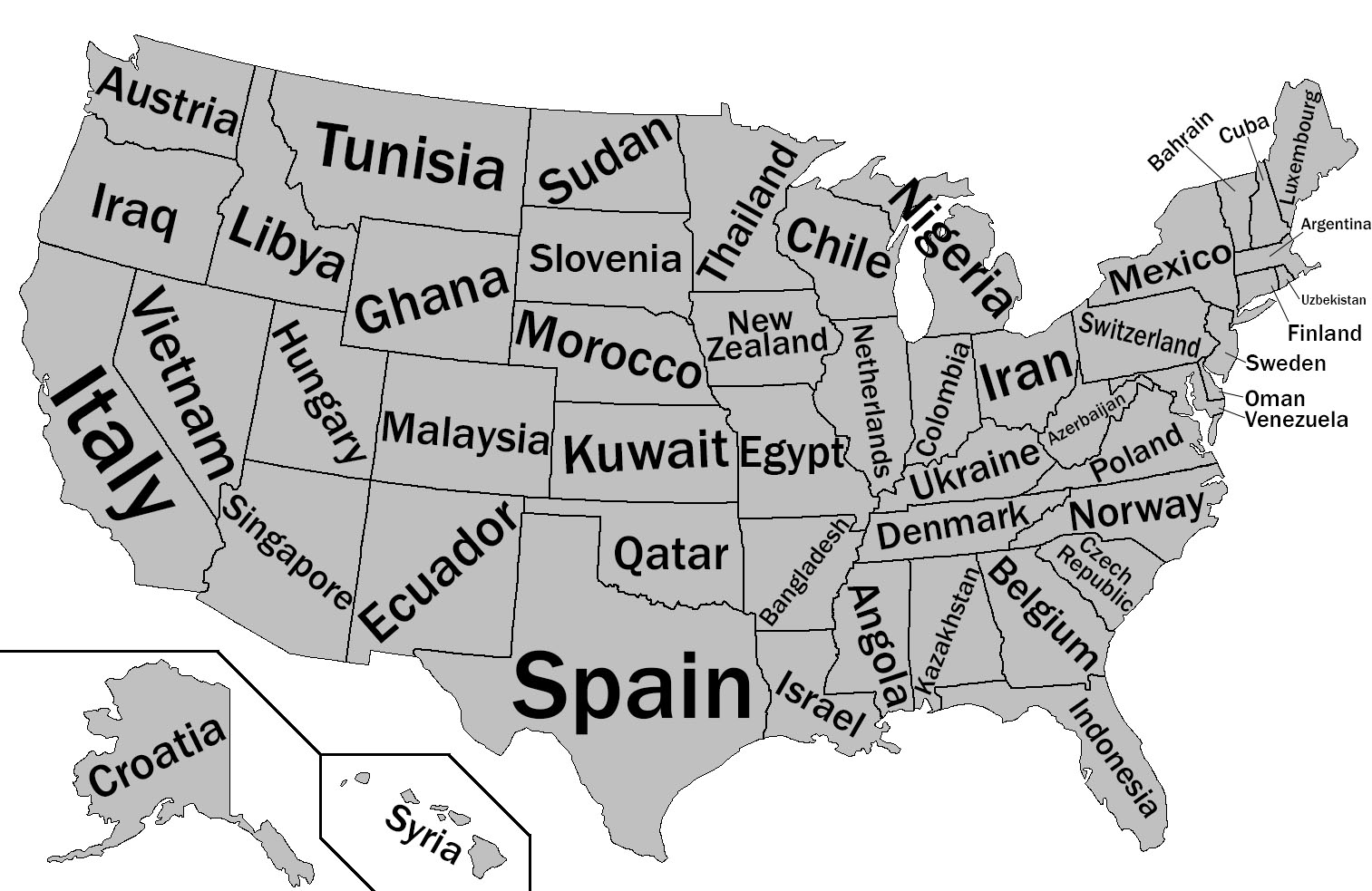
مقایسهٔ تولید ناخالص داخلی ایالت‌های آمریکا با کشورهای دیگر در سال ۲۰۱۲. ایالت داکوتای جنوبی در این سال تولید ناخالصی اش قابل مقایسه با کشور اسلوونی بوده‌است.

داکوتای جنوبی (به انگلیسی: South Dakota) ایالتی است در آمریکا و یکی از ایالت‌های غرب میانه آمریکا به‌شمار می‌رود. مرکز آن پییر و شهر مهم آن سو فالز است.
واقعه کشتار زانوی زخمی در این ایالت رخ داد.
پارک ملی غار بادی و پارک ملی بدلندز در این ایالت قرار دارند.

## اقتصاد
در سال ۲۰۱۲، این ایالت تولید ناخالص داخلی برابر با ۴۵٬۴۴۳ میلیارد دلار داشت، که تقریباً برابر تولید ناخالص داخلی کشور اسلوونی (۴۵٬۴۶۹ میلیارد دلار) در همان سال بود.

## دانشگاه‌های مشهور داکوتای جنوبی

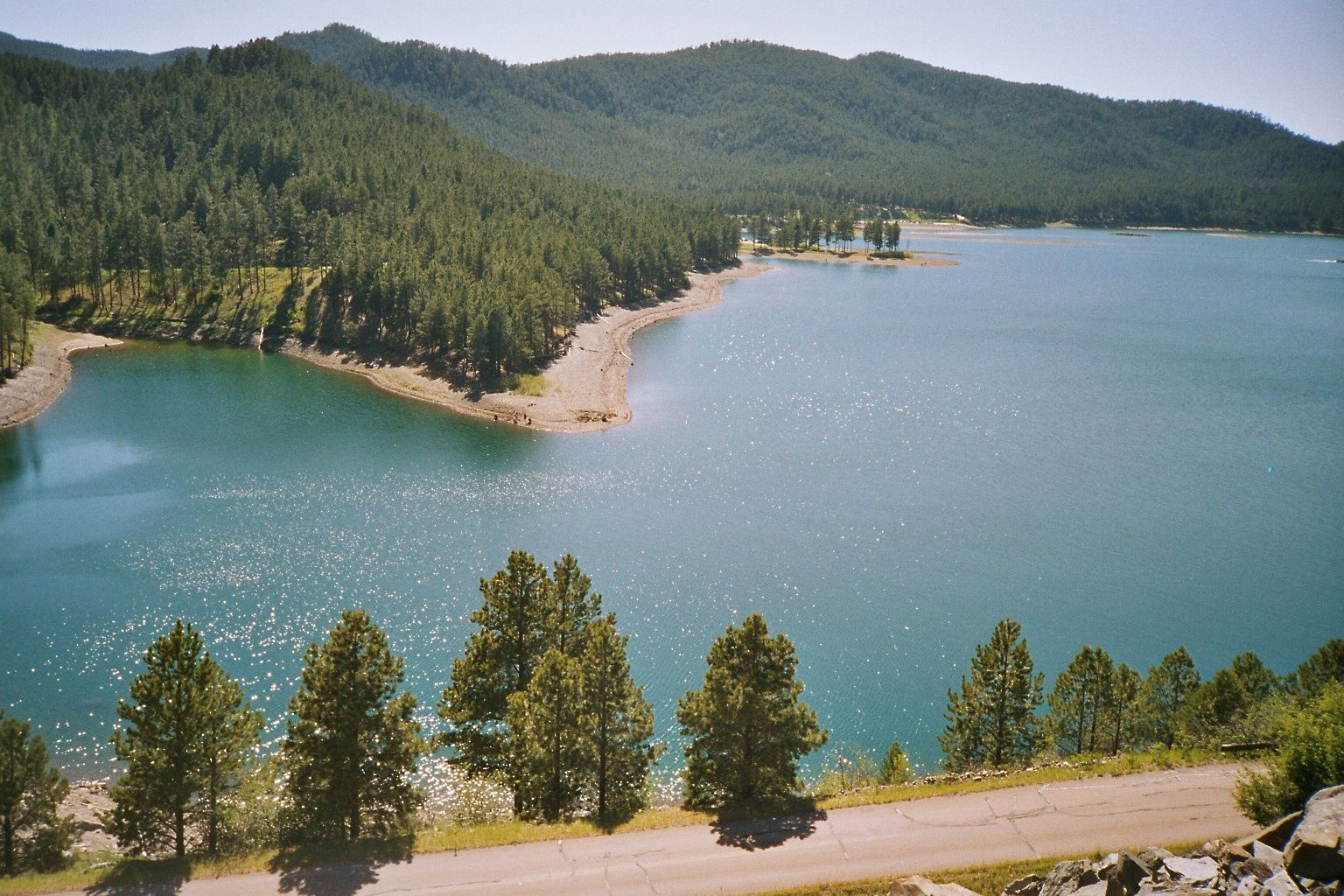
نمایی از دریاچه پاکتولا ایالت داکوتای جنوبی.

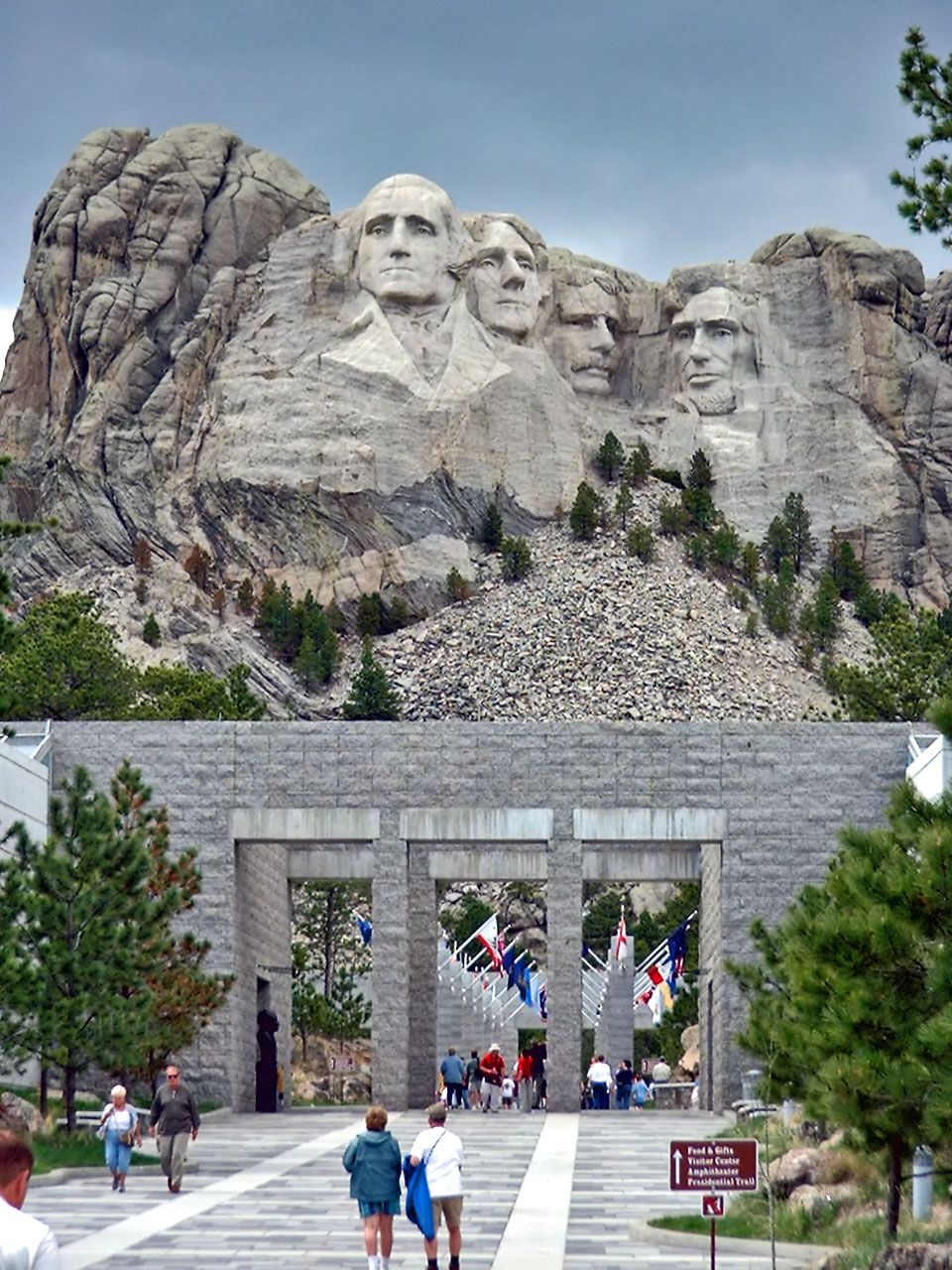
کنده کاری چهره‌های شخصیت‌های تاریخی آمریکا بر روی کوه راشمور در یادبود ملی کوه راشمور در این ایالت

- دانشگاه آبردین
- دانشگاه داکوتای جنوبی
- دانشگاه ایالتی داکوتای جنوبی
- دانشگاه آگوستانا

## مشاهیر
از افراد مشهور این سرزمین می‌توان اسب دیوانه، گاو نشسته، تام بروکا (مجری سراسری) و ارنست لارنس (فیزیکدان) را نام برد.